# Rodina (kniha)
Rodina (anglicky The Family) je poslední román amerického spisovatele Maria Puza, autora známého mafiánského Kmotra a jiných knih, díky nimž se Puzo stal otcem mafiánského žánru. Kniha byla dopsána Carol Ginovou a vydána roku 2001. Dílo vypráví skandální dějiny rodiny Borgiů, konkrétně příběh papeže Alexandra VI., dřívějšího kardinála Rodriga Borgii a jeho dětí.

## Děj knihy
Je rok 1492, období absolutní nadvlády Svatého otce a období největší křesťanské moci. Knězi, biskupové, kardinálové i papeži – všichni se dopouští velkých hříchů, to vše ve jménu Nebeského otce. Jedním z nich je také kardinál Rodrigo Borgia, původem ze Španělska, který zakládá v centru papežství - ve Vatikánu - vlastní rodinnou dynastii, jež jednou bude vládnout nejen Římu, ale také všem papežským státům. Klan Borgiů je z historie známý svým hřešením, svatokupectvím, krvesmilstvím a v neposlední řadě hladem po co nejvyšších funkcích v církevní hierarchii, což se projevovalo častými nájemnými vraždami. 
Hlavními postavami celého románu jsou Rodrigovy děti Cesare a Lukrécie. Rod doplňují ještě bratři Juan a Joffre. Kardinál své potomky miloval stejně jako svého Boha, a proto jim dopřával co nejlepší vzdělání, jaké mohla tehdejší nesjednocená Itálie nabídnout. Po smrti papeže byl po několika kolech konkláve zvolen budoucím papežem Rodrigo, který přijal jméno Alexander VI. Nový ctižádostivý papež se snažil hned od začátku své vlády sjednotit městské státy roztroušené po celém Apeninském poloostrově a jeho největším cílem bylo dobytí Svaté země. Avšak jeho chtíč po moci musel nést své oběti, v jeho případě jeho vlastní milované děti. 
První na řadu přišla papežova oblíbená Lukrécie, kterou musel provdat z politických důvodů za Giovanniho Sforzu, vévodu z Pesara. Avšak shodou náhod se Lukrécie zamilovala do bratra Cesara a Cesar do sestry Lukrécie. Prsty v jejich hříšné lásce měl také Alexander. Dlouhou dobu žili sourozenci odděleně a scházeli se pouze tajně u Stříbrného jezera, protože papež udělal nejdříve ze svého syna Cesara kardinála a později, když Joffre zavraždil bratra Juana, mu udělil funkci vrchního velitele papežských vojsk. Jejich láska ale přerostla v nehasnoucí vášeň, jež vyústila v narození společného potomka, o kterém se Svatý otec a zároveň jejich vlastní otec nesměl dozvědět.
Díky svému obrovskému vlivu, různým intrikám a nájemným vraždám si časem rodina Borgiů udělala po celé Itálii a jižní Evropě mnoho nepřátel. Rodina byla obviňována z krvesmilství, násilnictví, svatokupectví a různých ohavností. Největším papežovým protivníkem byl rod kardinála della Rovere. Ostatně ten také zapříčinil postupný úpadek dynastie Borgiů, které právě patřila celá oblast Romagne a nesmírné bohatství. Při oslavě jedenáctého výročí Alexandrova panování na Petrově trůně náhle papež onemocněl. Po několika bezesných nocích papež zemřel, což zapříčinilo obrovský chaos ve všech papežských i nepapežských státech, a hlavně rozpad mocné rodiny Borgiů. Po měsíční vládě stařičkého Pia II. byl zvolen vedením křesťanského světa obávaný nepřítel rodiny della Rovere, nyní papež Julius II.. Cesare požádal španělské královské manžele, aby mu pomohli zpět do Vatikánu, avšak ti jej uvěznili ve Valencii, odkud se Cesaremu podařilo uprchnout do Francie, kde měl svou manželku. 
Ve Francii nalezl Cesare ochranu u bratra své manželky krále Jana Navarrského. Ten se jej ujal a pomohl mu. Na oplátku se Cesare nabídl, že za něj povede jednu bitvu. Nepočítal však s tím, že vojsko krále Navarrského bylo podplacené nepřátelskými knížaty, a poté, co zavelel v bitvě „Útok!“, všichni stáli a neposlouchali ho. Věrný Cesare vyrazil za prolomené hradby sám a bojoval až do konce. Když si vzpomněl na svou milovanou sestru Lukrécii, padl na zem. Cesare Borgia zemřel a s ním zemřelo jedno velké období Itálie.

## Zajímavosti
Materiály na knihu Rodina shromažďoval Puzo již před napsáním románů, které ho nejvíce proslavily. Avšak aby uživil vlastní rodinu, pořád odkládal dopsání Rodiny až do konce svého života. Dva týdny před svou smrtí předal část knihy s poslední kapitolou o Borgiích své přítelkyni Carol Ginové. Jeho přáním bylo, aby román dopsala, což se také stalo. Sám Mario Puzo tvrdil, že klan Borgiů byl jakýmsi předchůdcem legendárních italských mafiánských rodin z 20. století.